# Az oroszlánkirály (film, 1994)
Az oroszlánkirály (eredeti cím: The Lion King) 1994-ben bemutatott amerikai rajzfilm, amely az Oroszlánkirály-trilógia első része. A harmadik legnagyobb bevételt hozó animációs film (az első a kézzel rajzolt rajzfilmek kategóriájában) mind az Egyesült Államokban, mind világviszonylatban. A 32. Disney-film rendezői Roger Allers és Rob Minkoff. Az animációs játékfilm producere Don Hahn. A forgatókönyvet Irene Mecchi, Jonathan Roberts és Linda Woolverton írta, a zenéjét Hans Zimmer szerezte. A mozifilm a Walt Disney Pictures és a Walt Disney Feature Animation gyártásában készült, a Buena Vista Pictures forgalmazásában jelent meg. Műfaja zenés film drámai, filmvígjáték és musicalfilm.
Amerikában 1994. június 15-én, Magyarországon 1994. december 1-jén, felújítással 1995. június 15-én mutatták be a mozikban.
Főszereplője egy fiatal oroszlán, Szimba, aki az afrikai szavannákon megtanulja, hol a helye az „élet körforgásában”, mialatt számos akadállyal megküzd, hogy ő lehessen a törvényes király. Egyes vélekedések szerint Az oroszlánkirály története Tezuka Oszamu az 1960-as években készült Kimba, a fehér oroszlán című animációs sorozatából merít, azonban a készítők tagadják ezen állításokat. Mindazonáltal, a film bizonyos elemeiben párhuzamot mutat Shakespeare Hamlet című drámájával, Hórusz és Széth történetével az egyiptomi mitológiában, a bibliai József és Mózes történetével, illetve az 1942-es Bambi című Disney-alkotással. A 2003-as DVD-kiadás tartalmaz egy új jelenetet, amelyben Mufasa magyar hangja Vass Gábor, a kölyök Simbáé pedig Baradlay Viktor.
Az oroszlánkirály zenés film, a dalokat Elton John szerezte, a szövegeket Tim Rice írta, a filmzene pedig Hans Zimmer munkája, amiért Oscar-díjat vehetett át, továbbá a film egyik betétdala is elnyerte az aranyszobrot. A Disney később két kapcsolódó filmet is készített, a történet folytatásaként funkcionáló Az oroszlánkirály 2. – Simba büszkeségét és az első rész közben játszódó Az oroszlánkirály 3. – Hakuna Matatát.

## Cselekmény
Az Oroszlánkirály története az Afrikában lévő, képzeletbeli Büszke Földén játszódik, ahol Mufasa, egy oroszlán királyként uralkodik a többi állat felett (hagyományosan az oroszlánt tartják az „állatok királyának”). A film kezdetén Rafiki, a mandrill sámán bemutatja Simbát, Mufasa király és Sarabi királynő fiát a Trónszirt körül gyülekező állatalattvalóknak.
Mufasa fivére, Zordon rájön, Simba születésével elvesztette a jogot, hogy a Mufasát követő király ő lehessen, így azt tervezi, hogy megöli Simbát és Mufasát annak érdekében, hogy elfoglalhassa a trónt. Zordon bogarat ültet Simba fülébe azzal, hogy az elefánttemetőről, egy a Büszke Birtok határain túl eső területről mesél neki, ahova Simbának tilos mennie. A kis oroszlán nem engedelmeskedik apja parancsának és elviszi barátját, Nalát (egy lány oroszlánkölyköt) a temetőbe. Itt a kölyköket Shenzi, Banzai és Ed, Zordon hiéna csatlósai kergetik meg, Mufasa azonban megmenti a kicsiket. A király ugyan leszidja fiát, az éjszakában játszadozni kezdenek, Mufasa az égre tekintve pedig elmondja fiának, az összes csillag az égen egy-egy halott király lelke, így ha meghal, akkor ő is oda fog kerülni.
Zordon később egy gnúcsordát üldöztet egy közeli szurdokba, ahol Simba így csapdába esik, Mufasa pedig kénytelen hírmondójával, a szarvcsőrű madár Zazuval fia segítségére sietni. Csakhogy Zordon leüti Zazut, a megfelelő pillanatban pedig lelöki az egyik sziklaszirtről Mufasát a mélybe, megölve ezzel a királyt. Zordon ezután elhiteti Simbával, hogy a fiatal oroszlánkölyök felelős apja haláláért, és arra ösztönzi, hogy meneküljön el a Büszke Birtok határain túlra. A kis kölyök így önmagát szégyellve, bűnösnek érezve hagyja el apja birodalmát, nagybátyja pedig mindenkivel elhiteti, hogy Simba és Mufasa a gnúcsorda áldozatai lettek, majd a hiénák támogatásával elfoglalja a trónt. 
A történtek után a távoli sivatagban két jó barát, Timon, a szurikáta és Pumbaa, a varacskos disznó rátalál az eszméletlen Simbára, akit kimentenek a keselyűk gyűrűjéből. Egy rövid eszmecserét követően, hogy vajon érdemes-e egy oroszlánnal barátságot kötni, a duó saját mottójuk, a „Hakuna Matata” törvényei szerint neveli fel a kölyköt a dzsungelben.
Később, amikor Simba felnő, összetalálkozik gyermekkori barátjával, Nalával, aki beszámol róla, hogy Zordon zsarnokoskodó, nemtörődöm hozzáállása pusztulást hozott a Büszke Birtokra és átadta a hatalmat a több száz idétlen és erkölcstelen hiénának. Arra kéri Simbát, hogy térjen vissza és foglalja el az őt megillető királyi trónt, de az visszautasítja, hiszen meg van elégedve jelenlegi boldog életével, valamint még mindig bűnösnek érzi magát saját apja halálát illetően. Nala felelősségre vonja, és közli, hogy ez Simba kötelessége.
Azon az éjszakán Simba az égre néz, és felkiált apjához, amikor is feltűnik Rafiki, akit Simba bolondnak hisz. A mandrill azonban a tudás és humor ötvözetével sikeresen meggyőzi Simbát arról, hogy a király lelke máig benne él, majd Mufasa szelleme jelenik meg az égen, és a film egyik legemlékezetesebb jeleneteként megszólítja fiát és emlékezésre készteti. („Emlékezz, ki vagy!”) Simba ezek után úgy dönt, visszatért a Büszke Birtokra.
A törvényes trónörökös Nalával, Timonnal és Pumbaa-val együtt hazatér, majd a Trónszirten szembeszáll nagybátyjával, és Mufasa halálának igaz történetére is fény derül, ahogy a meglehetősen magabiztos Zordon megpróbálja Simba ellen hangolni az oroszlánhölgyeket (beleértve Nalát is). Mialatt Timon és Pumbaa kiszabadítják Zazut, ádáz küzdelem tör ki az oroszlánhölgyek és a hiénák között, mialatt Simba Zordonnal viaskodik. Hadakozásuk közben Zordon megpróbálja minden rosszal a hiénákat vádolni, és végül bevallja az oroszlánok előtt: ő ölte meg Mufasát. A bosszúra éhes Simba a mélybe lökhetné nagybátyját, de mint mondja, ő nem az a fajta. Végül védekezésként lerúgja magáról támadó nagybátyját, aki így mégis csak a mélybe zuhan, lent pedig elfogják a hiénák – akik nem vették szívesen, hogy Zordon őket állította be ellenségnek – és megölik bukott vezetőjüket, majd a vihar által okozott tűzben mind odavesznek. A tűz nemcsak a pusztulást jelentette, hanem a megtisztulást is a bűntől, amit Zordon és hiénái jelentettek. Ezt követően a lehulló eső kioltja a tüzet. Ahogy a trónra jogosult király foglalja el a Trónszirtet, a Büszke Birtok ismét zöldbe borul és kivirágzik.
A film zárójelenetében Rafiki a magasba emeli Simba és Nala újszülött kölykét, és az élet körforgása így folytatódik…

## Produkció
Az oroszlánkirály eredetileg „A dzsungel királya” címet viselte a készítés korai szakaszában. Akárcsak a Bambi esetében, az animátorok hús-vér állatokat tanulmányoztak, és néhányan a készítők közül Afrikába utaztak, hogy megfigyeljék azt a természetes környezetet, amelyet a filmben bemutatni kívántak.
A film készítése során a számítógépek jelentékeny számú használata elősegítette, hogy az alkotók új módon mutassák be elképzeléseiket. A legfontosabb jelenet, ahol a komputer kínálta lehetőségeket vették igénybe, a „vadállatok menekülése”-szekvencia volt. Számos különböző állat karakterét alkották meg egy 3D-s számítógépes program segítségével, ami megszázszorozta és a kézzel rajzoltság látszatával ruházta fel őket, mindemellett egy véletlenszerű útvonalat is kijelölt a hegyoldal lejtőjén, hogy a csorda valódi, megjósolhatatlan mozgásának érzékletét keltsék. Hasonló sokszorosítást eszközöltek a „Készülj hát” dal közben, amikor több száz ugyanolyan hiéna menetel.
Az oroszlánkirályt másodlagos projektnek tekintették a Pocahontas mögött, mivel egy időben készítették őket. A Disney Feature Animation legtöbb munkatársa inkább a Pocahontast részesítette előnyben, mivel úgy vélték, az lesz az elismertebb és sikeresebb a kettő közül. Azonban, mikor mindkét film a mozikba került, Az oroszlánkirály sokkal több pozitív visszajelzést kapott és messze nagyobb bevételt ért el, noha mindkét film sikeresnek bizonyult.

## Szereplők
Korábban a Disney animációs filmek dalaiban ismeretlen énekesek hangjai csendültek fel, azonban Az Oroszlánkirály abban is korszakalkotó volt, hogy olyan ismert színészeket vonultatott fel, mint Whoopi Goldberg, Rowan Atkinson és Jeremy Irons.

## Díjak és jelölések
- 1995 – Oscar-díj – a legjobb eredeti filmzene – Hans Zimmer
- 1995 – Oscar-díj – a legjobb eredeti filmdal – Elton John, Tim Rice – "Can You Feel the Love Tonight"
- 1995 – Golden Globe-díj – a legjobb vígjáték vagy musical
- 1995 – Golden Globe-díj – a legjobb eredeti filmzene – Hans Zimmer
- 1995 – Golden Globe-díj – a legjobb eredeti filmdal – Tim Rice, Elton John – "Can You Feel the Love Tonight"
- 1995 – Oscar-díj jelölés – a legjobb eredeti filmdal – Tim Rice, Elton John – "Circle of Life"
- 1995 – Oscar-díj jelölés – a legjobb eredeti filmdal – Tim Rice, Elton John – "Hakuna Matata"
- 1995 – Golden Globe-díj jelölés – a legjobb eredeti filmdal – Elton John, Tim Rice – "The Circle of Life"